# Mukačevská župa
Mukačevská župa byla jedna ze žup, jednotek územní správy na Podkarpatské Rusi v rámci prvorepublikového Československa. Byla vytvořena vydělením z uherské Berežské župy. Existovala v letech 1919–1921, měla rozlohu 3 891 km² a jejím správním centrem bylo Mukačevo.

## Historický vývoj
Když československá armáda obsadila v první polovině roku 1919 většinu Podkarpatské Rusi, byla dne 6. června 1919, kvůli konsolidaci poměrů na tomto území během odchodu maďarských komunistických a rumunských jednotek, neoficiálně vyhlášena vojenská diktatura pod velením francouzského generála v československých službách Edmonda Hennocquea. Podkarpatská Rus byla postupně rozčleněna na čtyři župy, které vycházely z administrativních celků vytvořených zde Uherskem. Jedním z těchto celků byla i Mukačevská župa, která vznikla převážně vydělením severní části původní uherské Berežské župy. Samotné Mukačevo bylo československým vojskem obsazeno koncem dubna 1919, župní úřad zde začal fungovat v květnu toho roku.
V čele župy měl stát vládou jmenovaný župan, došlo však pouze k jmenování dočasného správce župy. Sídlo župy se nacházelo v Mukačevu.
Mukačevská župa existovala do 14. října 1921. K 15. říjnu 1921 (Ivan Pop uvádí 21. srpen 1921) byly župy na Podkarpatské Rusi reorganizovány a území zrušené Mukačevské župy připadlo převážně župě Berežské, východní okresy potom župě Marmarošské.

## Geografie
Mukačevská župa se nacházela na střední Podkarpatské Rusi, v okolí řek Latorici, Boržavy a Riky. Na západě sousedila s Užhorodskou župou, na jihu s Berežskou župou a na jihovýchodě s Marmarošskou župou. Severní hranice byla zároveň státní hranicí s Polskem.

## Administrativní členění
Mukačevská župa se členila na šest slúžňovských okresů (Dovhé, Mukačevo, Rosvegovo, Svalava, Nižní Verecky a Volové) a jedno město se zřízeným magistrátem (Mukačevo), které bylo na úrovni okresu.